# Сурдо, Витторио Клаудио
Витторио Клаудио Сурдо (итал. Vittorio Claudio Surdo, род. 22 ноября 1943, Сук-эль-Джума (Триполи)) — итальянский дипломат.

## Образование
- 1967 год — окончил Римский Университет по специальности политические науки.

## Дипломатическая карьера
С 7 апреля 1970 года — на дипломатической службе .
С 1 сентября 1973 года — Второй секретарь Посольства Италии в Египте (Каир).
С 1 мая 1976 года — заместитель консула в Париже (Франция).
С 20 сентября 1981 года — советник Посольства в Иране (Тегеран).
С 1 января 1984 года — первый советник Посольства Италии в Иране.
С 5 октября 1985 года — советник Посольства в ФРГ (Бонн).
Со 2 ноября 1985 года — первый советник Посольства в ФРГ.
С 29 января 1990 года — заместитель Руководителя Службы печати и информации МИД Италии.
С 10 июня 1991 года — эаведующий 1 отделом (политическое сотрудничество со странами Европы) Главного политуправления МИД Италии.
С 1 июня 1992 года — Чрезвычайный и Полномочный Посол Италии на Украине (Киев).
С 11 ноября 1996 года — заместитель Директора Главного управления культурных связей МИД Италии.
С 12 июня 1997 года — глава специальной дипломатической миссии в Албании.
С 11 декабря 1997 года — заведующий Отделом Генерального Секретаря МИД Италии.
С 5 июля 1999 года — Чрезвычайный и Полномочный Посол Италии в Турции (Анкара).
С 1 февраля 2004 года — генеральный директор Главного управления кадров МИД Италии.
С 19 апреля 2006 года до 10 декабря 2010 года — Чрезвычайный и Полномочный Посол Италии в Российской Федерации (Москва) и, по совместительству, в Туркменистане (Ашхабад).
C 1 августа 2013 года — Директор по Внешним Связям и Коммуникации «Лукойл Италия».

## Награды
- Кавалер Большого креста ордена «За заслуги перед Итальянской Республикой» (2008 год)[1]
- Великий офицер ордена «За заслуги перед Итальянской Республикой» (2004 год)[2]
- Командор ордена «За заслуги перед Итальянской Республикой» (1995 год)[3]
- Орден Дружбы (Россия, 24 ноября 2010 года) — за большой вклад в развитие российско-итальянских отношений[4]
- Орден «За заслуги» II степени (Украина, 1 ноября 1996 года) — за значительный личный вклад в становление и развитие украинско-итальянского сотрудничества[5]

## Дипломатические ранги
- Советник дипломатической миссии (1 мая 1980 года)
- Советник Посольства (1 июля 1985 года)
- Полномочный министр 2 класса (2 августа 1991 года)
- Полномочный Министр 1 класса (6 августа 1998 года)
- Посол (2 января 2004 года)

## Общественная деятельность
Посол и его супруга активно занимаются благотворительностью, в частности, оказывается помощь тяжелобольным детям, находящимся в доме-интернате № 1 г Санкт-Петербурга.